# 5 Pułk Strzelców Konnych (Księstwo Warszawskie)

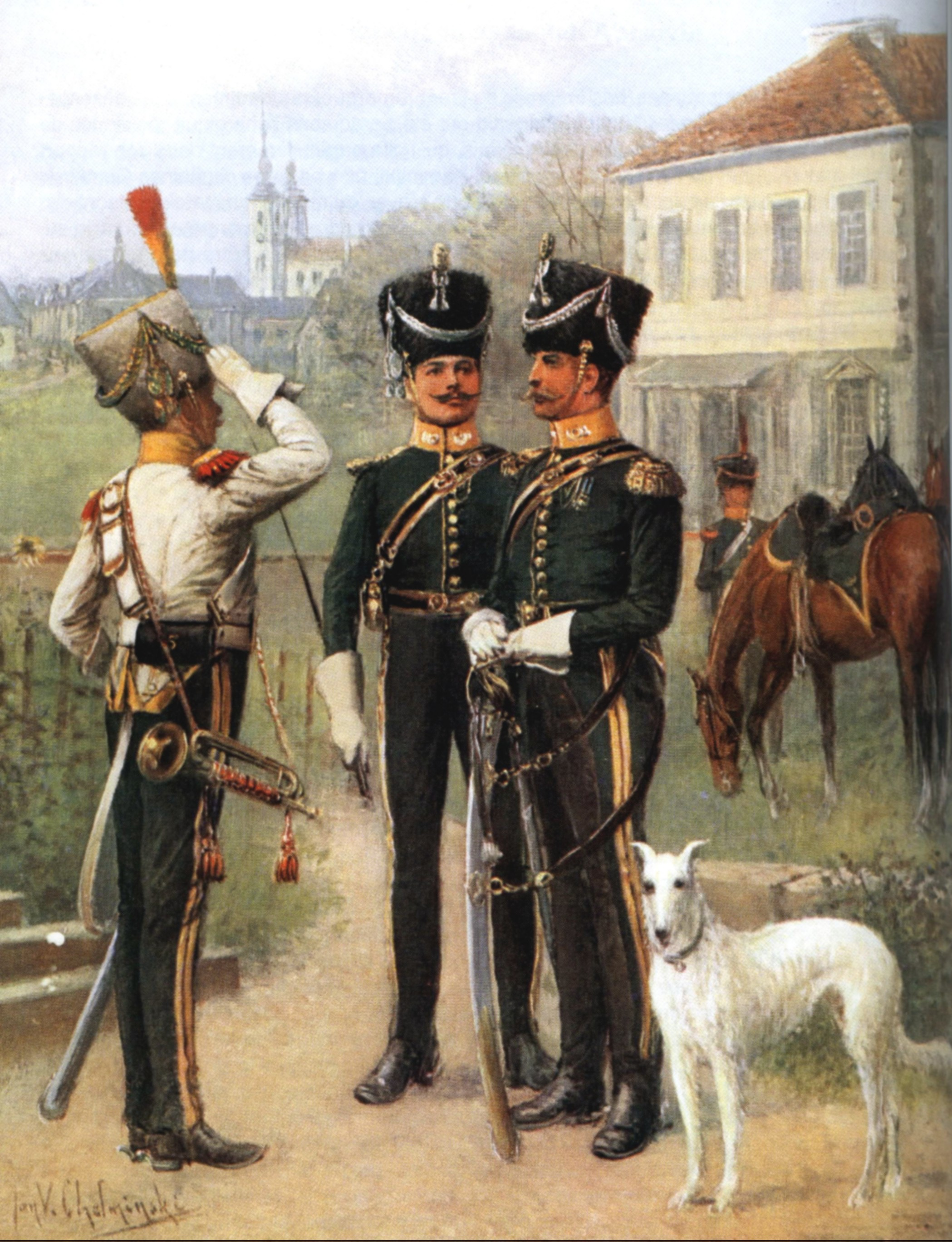
5 Pułk Strzelców Konnych Księstwa Warszawskiego

5 Pułk Strzelców Konnych – oddział jazdy Armii Księstwa Warszawskiego.
Sformowany w 1806. Pierwotnie pod nazwą 1 Pułku Lekkiej Jazdy, wystawiony kosztem Kazimierza Turno.
Formowanie jednostki rozpoczęło się 30 grudnia 1806, a zakończyło złożeniem przysięgi żołnierskiej w kościele oo. Bernardynów w Warszawie. Pod koniec 1809 roku pułk liczył 1097 żołnierzy.
Barwą pułku był kolor pomarańczowy.

## Dowódcy pułku
Pułkiem dowodzili:
- płk Kazimierz Turno (30 grudnia 1806)
- płk Zygmunt Kurnatowski (20 marca 1810).

## Walki pułku
Pułk brał udział w walkach w czasie pierwszej wojny polskiej 1807 roku, wojny polsko austriackiej, inwazji na Rosję 1812 roku.
Bitwy i potyczki:
- Tczew (23 lutego 1807),
- Gdańsk, Dobre Miasto (Guttstadt), Lidzbark (Heilsberg) (10 czerwca 1806),
- Frydland (obecnie Prawdinsk (14 czerwca 1807),
- Grzybów (18 kwietnia 1809),
- Winzownia (1 maja 1809),
- Góra (3 maja 1809),
- Kock (6 maja 1809),
- Sandomierz (17 i 18 maja 1809),
- Rożki (25 maja 1809),
- Baranów (9 czerwca 1809),
- Nowe Miasto (10 czerwca 1809),
- Wrzawy (12 czerwca 1809),
- Smoleńsk (17 sierpnia 1812),
- Możajsk (5 i 7 września 1812),
- Czeryków (28 września 1812),
- Woronowo (18 października 1812).